# Iannis Kouros
Iannis Kouros (grec: Γιάννης Κούρος; 13 febrer 1956, Trípoli, Grècia) és un corredor d'ultramarató basat a Grècia. És anomenat a vegades com el "Déu de la cursa" o el "Successor de Fidipides". Te molts rècords del món de cursa en carretera exterior de 100 a 1,000 quilometres i milles i de pista de 12 hores a 6 dies. El 1991, va aparèixer fent el paper de Fidipides al film The Story of the Marathon: A Hero's Journey (La Història de la Marató: El Viatge d'Un Heroi), on explicava la història de les curses de marató.
Kouros es va donar a conèixer quan va guanyar la Spartathlon el 1984 amb un temps rècord i l'Ultramarató de Sydney a Melbourne del 1985 amb un temps rècord de 5 dies, 5 hores, 7 minuts i 6 segons. Kouros va obtenir la ciutadania australiana durant part de la seva carrera esportiva i fou premiat al "palau de la fama" de l'Associació d'UltraCorredors d'Austràlia el 2019.
Kouros diu que el seu secret és que "quan altres persones es cansen, s'aturen. Jo no. Agafo el control sobre el meu cos amb la meva ment. El dic que no és cansat i escolta." Kouros també ha escrit uns 1,000 poemes, molts dels quals apareixen als seus llibres Symblegmata (Clusters) i El Sis-Dies de Cursa del Segle.

## Rècords mundials
Segons l'Associació Internacional de Ultrarunners (febrer de 2013).

### Distància
| 100 milles   | Carretera | 11h 46min 37s     | 13.665 km/h (8.491 mph) |
| 1,000 km     | Pista     | 5d 16h 17min 00s  | 7.338 km/h (4.560 mph)  |
| 1,000 km     | Carretera | 5d 20h 13min 40s  | 7.131 km/h (4.431 mph)  |
| 1,000 milles | Carretera | 10d 10h 30min 36s | 6.424 km/h (3.992 mph)  |

### Curses de temps
| 12 h   | Carretera | 162.543 km (101.000 mi)   | 13.545 km/h (8.416 mph) |
| 24 h   | Carretera | 290.221 km (180.335 mi)   | 12.093 km/h (7.514 mph) |
| 24 h   | Pista     | 303.506 km (188.590 mi)   | 12.646 km/h (7.858 mph) |
| 48 h   | Carretera | 433.095 km (269.113 mi)   | 9.023 km/h (5.607 mph)  |
| 48 h   | Pista     | 473.495 km (294.216 mi)   | 9.875 km/h (6.136 mph)  |
| 6 dies | Carretera | 1,028.370 km (638.999 mi) | 7.142 km/h (4.438 mph)  |
| 6 dies | Pista     | 1,038.851 km (645.512 mi) | 7.214 km/h (4.483 mph)  |